# Josef Kareis
Josef Kareis (14. února 1837 Semice – 21. května 1913 Vídeň) byl rakouský elektrotechnický odborník a politik německé národnosti z Čech, na konci 19. století poslanec Říšské rady.

## Biografie
Vystudoval pražskou polytechniku, kde získal titul inženýra. Nastoupil pak do státních služeb v Tyrolsku. Absolvoval telegrafistickou školu v Prešpurku a od roku 1858 byl telegrafním úředníkem na různých místech monarchie, od roku 1859 v Praze, kde se věnoval dalšímu studiu elektrotechniky. Roku 1881 ho vláda vyslala na první světovou výstavu elektrotechniky v Paříži. Potom pracoval v elektrotechnickém oddělení ministerstva obchodu a roku 1883 organizoval elektrotechnickou výstavu ve Vídni. Od roku 1894 zastával funkci vrchního stavebního rady a předsedy technického oddělení poštovního a telegrafního ředitelství v Praze. V roce 1883 spoluzakládal Elektrotechnický spolek ve Vídni a byl jeho místopředsedou. Popularizoval elektrifikaci a zasadil se o zřízení odborného pracoviště pro elektrotechniku při vídeňské technické škole. Byl aktivní i politicky. Od roku 1890 zasedal ve Vídeňské obecní radě.
V 90. letech 19. století se zapojil i do celostátní politiky. Ve volbách do Říšské rady roku 1897 získal mandát za městskou kurii, obvod Vídeň, II. okres. Profesně byl k roku 1897 uváděn jako dvorní rada.